# Thai–lao barátság hídja
A Thai–lao barátság hídja a laoszi főváros, Vientián és a Thaiföldön fekvő Nongkhaj között húzódik.

## Adatok
A híd 1170 m hosszú folytatólagos többtámaszú gerendahíd. Két 3,5 m széles közúti sávja, két oldalán járda, míg közepén egy vasúti sínpárnak szánt rész van. 1994. április 8-án adták át. Ez volt az első híd a Mekong alsó szakaszán, az egész folyón pedig a második. Építése 30 millió dollárba került, melyet az ausztrál tőkével, illetve nemzetközi fejlesztési támogatásokkal építettek.

## Közúti közlekedés
A hídon bal oldali közlekedés van, mint Thaiföldön; a laoszi oldalon azonban már jobb oldali közlekedés van. A határállomás előtt közlekedési lámpákkal segítik a forgalmi rend változását.
Nongkhaj és Vientián között a híd megnyitása óta buszjárat közlekedik.

## Vasúti közlekedés

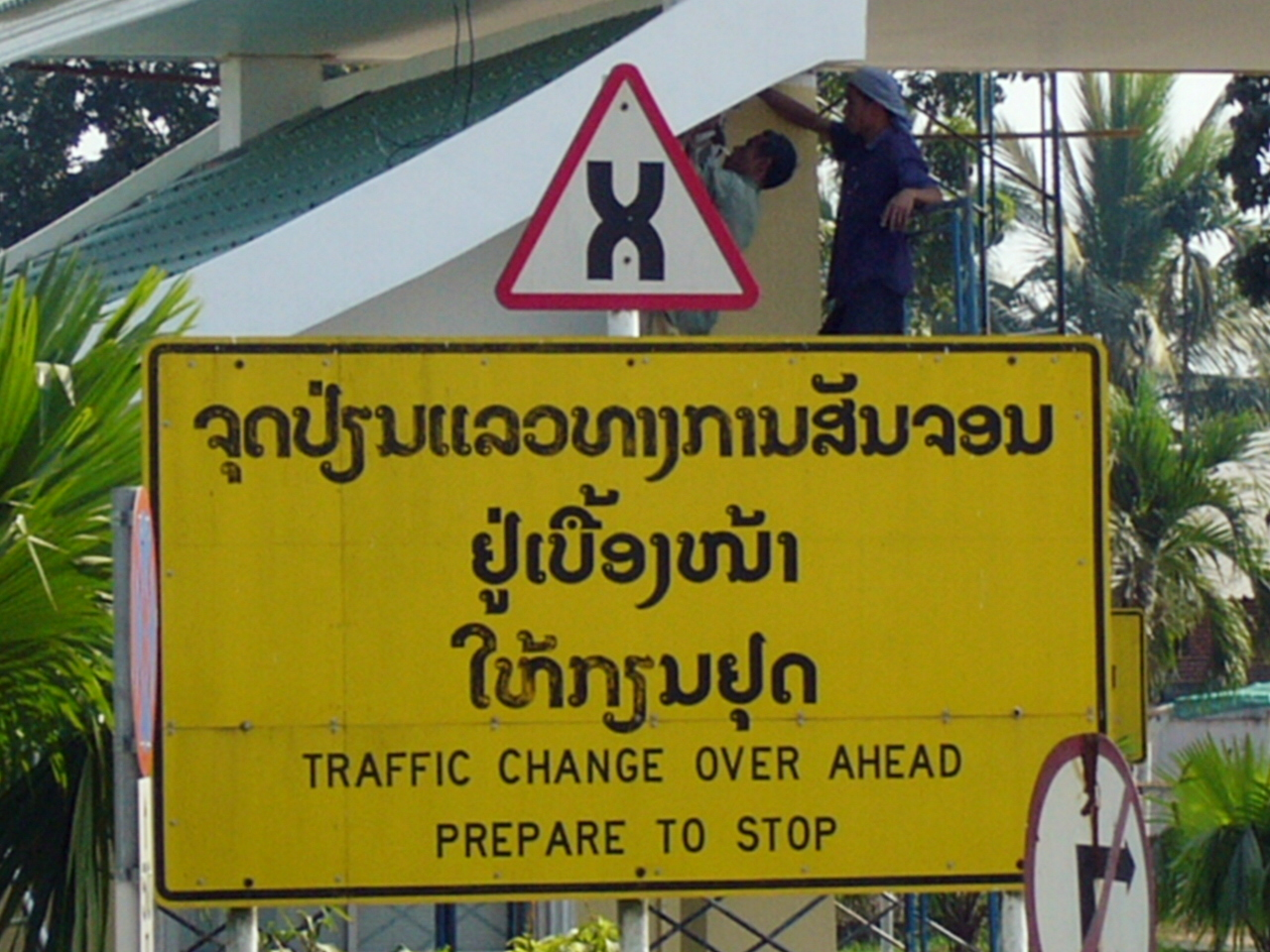
A forgalmi rend változására figyelmeztető tábla

A hídon egy vasúti sínpárnak is helyet adtak, ám ez csak később készült el.
2004. március 20-án a thai és a lao kormány megállapodást kötött arról, hogy megépítik a vasutat Thanalengig. 2006. február 22-én a Francia Fejlesztési Ügynökség támogatását biztosította a Thanaleng és Vientián közötti 30 km-es szakasz megépítésére.
A Nongkhaj és Thanaleng szakasz építése 2007 elején indult meg. Elkészülte után ez lesz Laosz első vasútvonala.
Az építkezés 2007 január 19-én kezdődött meg. Az első teszt 2008 július 4-én volt. Hivatalosan 2009 március 5-én nyílt meg.